# Boránd Gyula
Boránd Gyula, Bóránd (Szeged, 1861. március 29. – Debrecen, 1891. május 20.) színész, rendező. Boránd György fia.

## Életútja
Már mint gyermek szerepelt a színpadon. Együtt lépett fel a kezdő Blaha Lujzával, Bercsényivel, Együddel, Vízváryval. Már 18 éves korában kedvelt operett-buffó és élénk kedélyű vígjátéki színésze volt a debreceni színtársulatoknak. Közben rajzolgatott, díszleteket festegetett és egy időben — mint rendező — megmentette Molnár György budai színházát a bukástól. Innen a Népszínházhoz került és Hegyi Arankának lett kitűnő partnere. 1883. február havában Debrecenben házasságra lépett Ring Lujza (Alojzia) színésznővel. Elhunyt 1891. május 20-án éjjel 11 órakor, élete 30., házassága 8. évében. Temetése (kívánságára) a színház előtt ment végbe, a Szent Anna utcai temetőben helyezték örök nyugalomra 1891. május 22-én a római katolikus egyház szertartása szerint.
Főbb szerepei: Mikádó, Cinege báró (Rezervisták), Poéta (Fejő-leány), Kocsigyártó (Titkos csók) stb.